# ジョンブリアン
ジョンブリアン（仏: jaune brillant）は、フランス語で「輝くような黄色」を意味する、JISの色彩規格では「あざやかな黄」とされている色。英語では「ブリリアントイエロー」（briliant yellow）と呼ばれ、別名に「ジョン・ブリアン」「ジョーヌブリアン」「ジョンヌブリアン」などがある。一般的には絵の具中心に使われる色名ではあるものの、染色に用いられることもある。中世ヨーロッパでは「ナポリの黄色」こと「塩基性アンチモン酸鉛絵の具」に代わって、アンチモン酸鉛を主成分とした黄色の絵の具が作られ、ジョンブリアンと命名された。19世紀に合成無機顔料が登場するまで、黄土と一緒に、黄色の絵の具として画家に使用されていた。
三菱鉛筆の鉛筆「ユニ」シリーズにもジョンブリアンの色名が使用されているが、こちらは黄色というよりも薄い桃色のような色である。